# De Haart
De Haart (Nedersaksisch: Den Hoart) is een buurtschap in de Achterhoekse gemeente Aalten, in de Nederlandse provincie Gelderland. Haart betekent Bos waar hout gekapt mocht worden. De Haart is in Nederland de plaats, die het verst van zee af ligt.

## Buurtschap de Haart
De buurtschap de Haart is gelegen rondom een kruispunt van wegen. Waar de Buninkdijk, de Lieversdijk en de Haartseweg elkaar kruisen ligt het grootste deel van de bebouwing van Haart. De buurtschap ligt op een hoger gelegen deel in het landschap en wordt omgeven door verscheidene essen. Langs de noordrand van het dorp ligt direct de gemeentegrens van Aalten. Ook ligt er aan de noordrand de spoorlijn van Arnhem naar Winterswijk.
Hoofdplaats: Aalten      Stad: Bredevoort      Dorpen: Dinxperlo · De Heurne

Buurtschappen: Barlo · Het Beggelder · Dale · Groot Deunk · Haart · Heurne · Hollenberg · 't Klooster · Lintelo · 't Villeken · IJzerlo

Gelderland: Steden en dorpen in Gelderland      Nederland: Provincies · Gemeenten